# Wilhelm der Jüngere (Jülich)

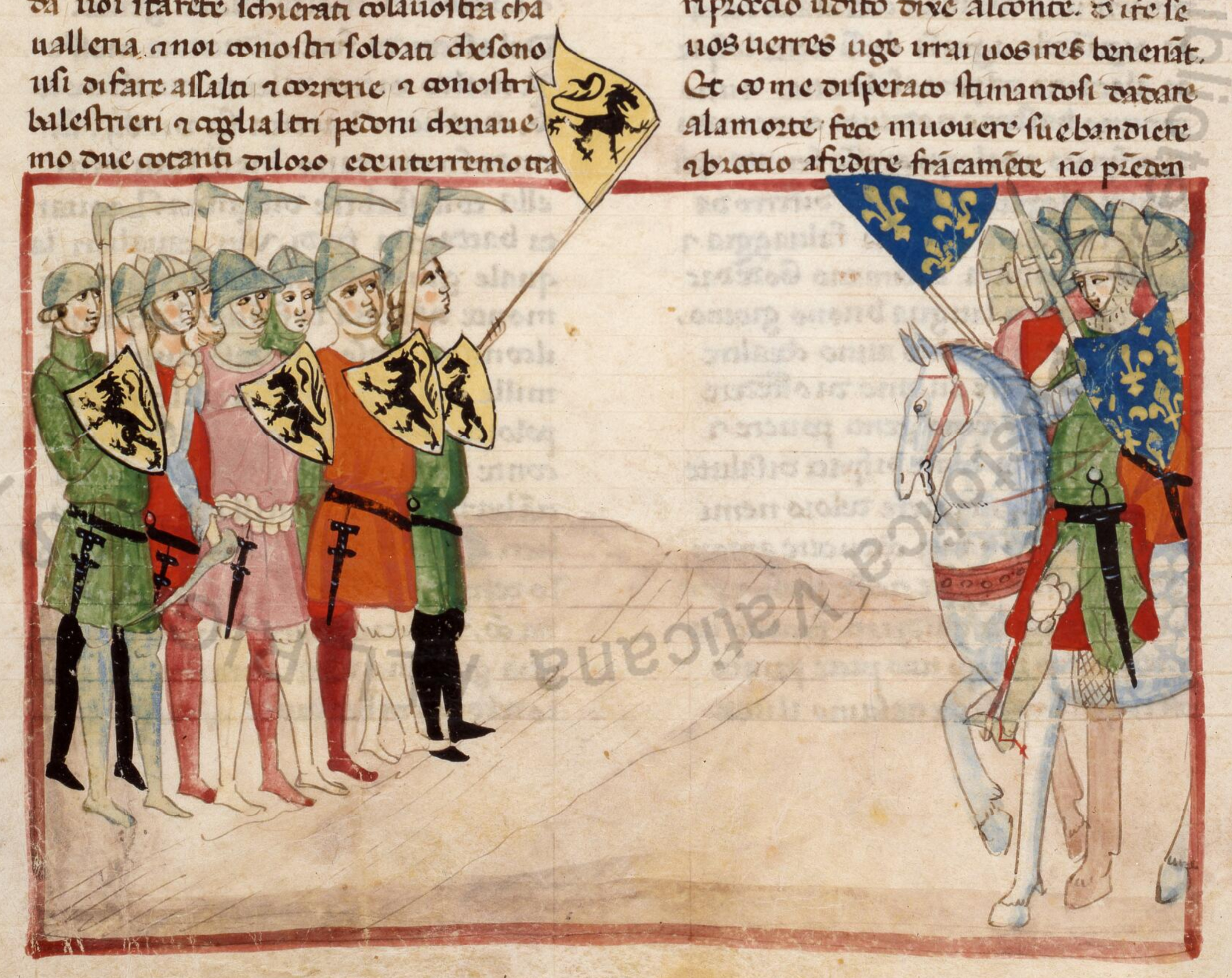
Schlacht der goldenen Sporen

Wilhelm von Jülich, genannt der Jüngere (niederländisch: Willem van Gulik de Jongere; † 18. August 1304), war ein Adliger und Feldherr aus dem Haus Jülich-Heimbach. Er war ein Sohn des Wilhelm (V.) von Jülich, der gemeinsam mit seinem Vater dem Grafen Wilhelm IV. von Jülich in Aachen erschlagen wurde. Seine Mutter war Maria von Flandern, eine Tochter des Grafen Guido I. von Flandern.
Wilhelm schlug zunächst eine klerikale Laufbahn ein und wurde Erzdiakon des Fürstbischofs von Lüttich. Nachdem 1297 sein Onkel, Graf Walram von Jülich, in Flandern im Kampf gegen den König von Frankreich gefallen war, unterstützte er aktiv den flämischen Widerstand. Als Anführer eines deutschen Söldnerheeres musste er am 20. August 1297 in der Schlacht von Veurne gegen ein französisches Heer unter Graf Robert II. von Artois eine Niederlage hinnehmen. In der berühmten Schlacht der goldenen Sporen bei Kortrijk (11. Juli 1302) aber war er zusammen mit seinem Onkel Guido von Namur einer der Truppenführer der siegreichen Flamen, der Graf von Artois und eine große Anzahl französischer Ritter wurden getötet.
Am 18. August 1304 wurden die Flamen allerdings in der Schlacht von Mons-en-Pévèle von König Philipp IV. dem Schönen geschlagen, Wilhelm wurde dabei vom Grafen Rainald II. von Dammartin getötet.

## Anmerkung
1. ↑  Allerdings wurde in dieser Schlacht der älteste Sohn und Erbe des Grafen von Artois tödlich verwundet.

| Personendaten    | Personendaten                                    |
| ---------------- | ------------------------------------------------ |
| NAME             | Wilhelm der Jüngere                              |
| ALTERNATIVNAMEN  | Willem de Jongere van Gulik                      |
| KURZBESCHREIBUNG | Erzdiakon von Lüttich, Feldherr im Flandernkrieg |
| GEBURTSDATUM     | 13. Jahrhundert                                  |
| STERBEDATUM      | 18. August 1304                                  |
| STERBEORT        | Mons-en-Pévèle                                   |